# ناثانيل فورد
ناثانيل فورد (بالإنجليزية: Nathaniel Ford) هو سياسي أمريكي، ولد في 1795 في ميزوري في الولايات المتحدة، وتوفي في 9 يناير 1870 في الولايات المتحدة.